# Arnoglossus coeruleosticta
Arnoglossus coeruleosticta is een straalvinnige vissensoort uit de familie van de botachtigen (Bothidae). De wetenschappelijke naam van de soort is voor het eerst geldig gepubliceerd in 1898 door Steindachner.